# Otacilia
Otacilia is een geslacht van spinnen uit de familie Phrurolithidae.

## Soorten
- Otacilia ambon Deeleman-Reinhold, 2001
- Otacilia armatissima Thorell, 1897
- Otacilia bifida (Yin, Ubick, Bao & Xu, 2004)
- Otacilia dianchiensis (Yin et al., 1997)
- Otacilia fausta (Paik, 1991)
- Otacilia foveata (Song, 1990)
- Otacilia komurai (Yaginuma, 1952)
- Otacilia luna (Kamura, 1994)
- Otacilia luzonica (Simon, 1898)
- Otacilia lynx (Kamura, 1994)
- Otacilia mustela Kamura, 2008
- Otacilia onoi Deeleman-Reinhold, 2001
- Otacilia ornata Deeleman-Reinhold, 2001
- Otacilia parva Deeleman-Reinhold, 2001
- Otacilia sinifera Deeleman-Reinhold, 2001
- Otacilia stella Kamura, 2005
- Otacilia taiwanica (Hayashi & Yoshida, 1993)
- Otacilia vulpes (Kamura, 2001)
- Otacilia zebra Deeleman-Reinhold, 2001